# Euclasta mirabilis
Euclasta mirabilis is een vlinder van de familie van de grasmotten (Crambidae). De wetenschappelijke naam van deze soort is voor het eerst voorgesteld door Hans Georg Amsel in een publicatie uit 1949.

## Verspreiding
De soort komt voor in Iran, Pakistan, de Verenigde Arabische Emiraten, Oman en Somalië.

## Ondersoorten
- Euclasta mirabilis mirabilis Amsel, 1949
- Euclasta mirabilis pinheyi Popescu-Gorj & Constantinescu, 1977 (Somalië)